# David Ludvík
David Ludvík (* 26. července 1981 Brno) je český hokejový útočník. V extralize působil v klubech HC Znojemští Orli, HC Plzeň a HC Kometa Brno. V současné době působí v prvoligovém klubu HC Slovan Ústečtí Lvi.

## Hráčská kariéra
- 1996-97 HC Kometa Brno (1. liga juniorů)
- 1997-98 HC Kometa Brno (1. liga juniorů)
- 1999-00 HC Ytong Brno (1. liga juniorů)

HC eDsystem Senators (1. liga)
- 2000-01 Minot Munkies (AWHL)
- 2001-02 HC JME Znojemští orli (E)

HC Kometa Brno (1. liga)
- 2002-03 HC JME Znojemští orli (E)
- 2003-04 HC JME Znojemští orli (E)
- 2004-05 HC Znojemští orli (E)
- 2005-06 HC Znojemští orli (E)
- 2006-07 HC Lasselsberger Plzeň (E)
- 2007-08 HC Lasselsberger Plzeň (E)
- 2008-09 HC Lasselsberger Plzeň (E)
- 2009-10 HC Kometa Brno (E)
- 2010-11 HC Slovan Ústečtí Lvi (1. liga)
- Celkem v Extralize: 314 zápasů, 66 gólů, 43 přihrávek, 109 bodů a 126 trestných minut. (ke konci sezony 2008/2009).[1]